# Kuer
El Kuer (en francès: Chiers, en alemany: Korn) és un riu de 112 km que neix a Differdange (Luxemburg), passa a França per Rodange, fa la frontera belgofrancesa a Torgny durant 2 km, i desemboca al Mosa, a Bazeilles (França). És l'únic riu de Luxemburg que no forma part de la conca del Mosel·la.
És un riu de règim pluvial amb força variacions de cabal: un màxim entre 32 i 46 m³ de desembre fins a abril, i un mínim de 10,9 m³ de juny a octubre. Les principals localitats regades pel Kuer són Dèifferdeng, Athus, Longwy, Torgny, Montmédy i Sedan (Ardenes).
A l'aiguabarreig amb el Mosa, s'ha creat una ZNIEFF, és a dir, una zona natural d'interès ecològic, faunístic i florístic, on s'han inventariat 200 espècies d'animals (de les quals 115 protegides i 26 amenaçades (11 ocells i 15 insectes). L'avifauna és impressionant, amb una diversitat de 137 espècies.

## Ocells notables de la vall del Kuer

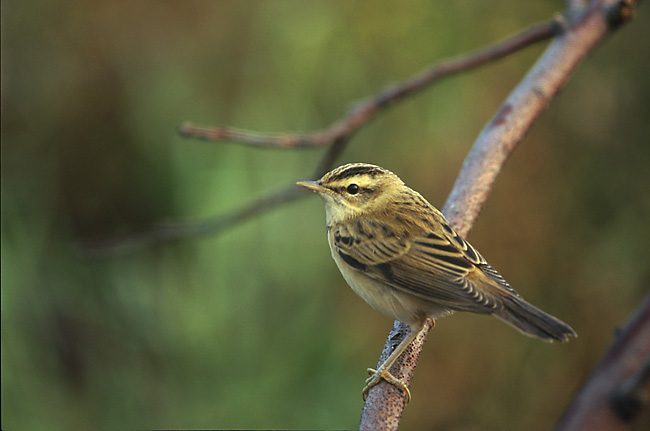
La boscarla dels joncs (Acrocephalus schoenobaenus)
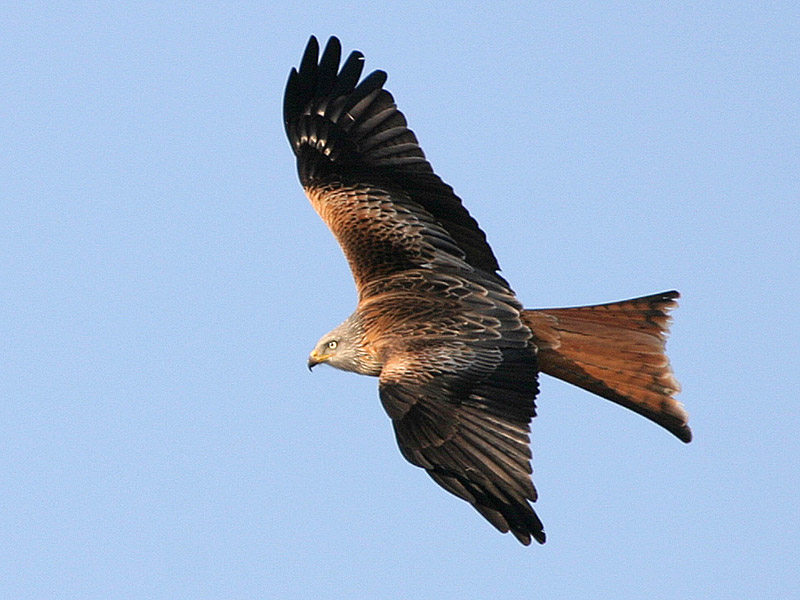
La milana (Milvus milvus)

## Afluents
- el Crusnes
- el Ton
- l'Othain
- el Thonne
- el Loison
- el Marche
- l'Aulnois

| \| \| Afluents del Mosa en orde davall->damunt \| |                                          |
| Dieze - Niers - Swalm - Roer - Geleenbeek- Geul - Jeker - Voer - Berwijn - Julienne - Llègia - Ourthe - Hoyoux - Mehaigne - Samson -Sambre - Bocq - Burnot - Molignée - Lesse - Viroin - Semois - Bar - Kuer (Chiers) |                                          |
| Vegeu també : • Mosa • França • Bèlgica • Països Baixos |                                          |
| | Afluents del Mosa en orde davall->damunt |